# Arc (proteína)
Arc es un gen que codifica para una proteína asociada al citoesqueleto regulada por actividad (Activity-Regulated Cytoskeleton-associated protein). También conocido como Arg3.1, Arc forma parte de la familia de genes de expresión inmediata-temprana.

## Historia
El descubrimiento del gen Arc fue reportado por dos grupos independientes en el año de 1995.

## Gen Arc
El gen de Arc se localiza en el cromosoma 15 del ratón, en el cromosoma 7 de la rata y en el cromosoma 8 del humano. Su secuencia está conservada en diferentes especies de vertebrados.  
Este gen presenta secuencias de unión a factores de transcripción como el elemento de respuesta al suero (por sus siglas en inglés SRE), aguas arriba del sitio de inicio del gen a ~1.5kb, ~6.5kb y en el elemento de respuesta a la actividad sináptica (por sus siglas en inglés SARE) que se encuentra a ~7kb, donde también se encuentra el factor potenciador de miocitos 2 (MEF2) y un elemento de unión a proteína en respuesta a AMP cíclico.

## Proteína Arc
La proteína de Arc es una proteína efectora que presenta homología con proteínas del citoesqueleto.